# Список об'єктів Світової спадщини ЮНЕСКО у Лівані
У списку об'єктів Світової спадщини ЮНЕСКО у Лівані налічується 5 найменувань (станом на 2014 рік).
| № | Зображення | Назва                                                                        | Місцеположення  | Час створення            | Час внесення до списку | №                                                  | Критерії    |
| - | ---------- | ---------------------------------------------------------------------------- | --------------- | ------------------------ | ---------------------- | -------------------------------------------------- | ----------- |
| 1 |            | Стародавнє місто Анджар                                                      | Бекаа           | VIII століття            | 1984                   | 293 [Архівовано 25 грудня 2018 у Wayback Machine.] | iii, iv     |
| 2 |            | Стародавнє місто Баальбек                                                    | Бекаа           | 332 р. до н. е.          | 1984                   | 294 [Архівовано 25 грудня 2018 у Wayback Machine.] | i, iv       |
| 3 |            | Стародавнє місто Бібл (Джубейль)                                             | Гірський Ліван  | 4 тис. до н.е.           | 1984                   | 295 [Архівовано 25 грудня 2018 у Wayback Machine.] | iii, iv, vi |
| 4 |            | Стародавнє місто Тір                                                         | Південний Ліван | XXVIII століття до н. е. | 1984                   | 299 [Архівовано 25 грудня 2018 у Wayback Machine.] | iii, vi     |
| 5 |            | Уаді-Кадіша (Священна долина) і Божественний кедровий гай (Хорш-Арз-ель-Раб) | Північний Ліван | —                        | 1998                   | 850 [Архівовано 25 грудня 2018 у Wayback Machine.] | iii, iv     |